# Electronic flight bag
Electronic flight bag (EFB) je elektronska naprava na letalih podobna tabličnemu računalniku. Uporablja se namesto klasičnega papirja. EFB nadomesti papirnate zemljevide in letalske uporabniške priročnike. Na EFB se da tudi nadomestiti tudi aplikacije, ki olajšajo pilotovo delo npr. računanje vzletne teže in potrebne razdalje.
Klasične papirnate letalske knjige in zemljevidi so lahko precej težki, tudi čez 15 kg. EFB je težka samo 0,5-2,2 kg in tako se prihrani na teži, prostoru in ceni.
Letalski zemljevidi se po navadi posodabljajo vsake 4 tedne (28 dni). Pri klasičnih papirnatih je potrebni zamenjati spremenjene strani. Na EFB se enostavno naloži nove podatke, ki se jih lahko prenese po internetu in tako ni treba plačati poštnine.